# Club Deportes Cerro Navia
Club Deportes Cerro Navia är en chilensk fotbollsklubb från Cerro Navia utanför Santiago och grundades den 1 juli 2005. Klubben började spela direkt i den tredje högsta divisionen men blev nedflyttade år 2008 till den fjärde högsta divisionen, Tercera B.